# Каркаре
Каркаре (итал. Carcare) је насеље у Италији у округу Савона, региону Лигурија.
Према процени из 2011. у насељу је живело 5537 становника. Насеље се налази на надморској висини од 357 м.

## Становништво
| 1936. | 1951. | 1961. | 1971. | 1981. | 1991. | 2001. | 2011. |
| ----- | ----- | ----- | ----- | ----- | ----- | ----- | ----- |
| 2.691 | 3.679 | 4.764 | 5.635 | 5.494 | 5.684 | 5.662 | 5.605 |